# Tour de France 1987
Tour de France 1987 var den 74. udgave af Tour de France og foregik fra 1. til 26. juli 1987.

## Samlede resultat
|    | Rytter                | Hold                   | Tid       |
| -- | --------------------- | ---------------------- | --------- |
| 1  | Stephen Roche         | Carrera Jeans-Vagabond | 115:27.42 |
| 2  | Pedro Delgado         | PDM-Concorde           | + 40      |
| 3  | Jean-François Bernard | Toshiba-La Vie Claire  | + 2.13    |
| 4  | Charly Mottet         | Système U              | + 6.40    |
| 5  | Luis Herrera          | Cafe de Colombia       | + 9.32    |
| 6  | Fabio Parra           | Cafe de Colombia       | + 16.53   |
| 7  | Laurent Fignon        | Sytème U               | + 18.24   |
| 8  | Anselmo Fuerte        | BH                     | + 18.33   |
| 9  | Raúl Alcalá           | 7-Eleven               | + 21.49   |
| 10 | Marino Lejarreta      | Orbea                  | + 26.13   |

## Etaperne
| Etape  | Dato     | Strækning                        | Distance      | Etapevinder            | Samlet                |
| ------ | -------- | -------------------------------- | ------------- | ---------------------- | --------------------- |
| Prolog | 1. juli  | Vestberlin                       | 6,1 km (ITT)  | Jelle Nijdam           | Jelle Nijdam          |
| 1      | 2. juli  | Vestberlin                       | 105,5 km      | Nico Verhoeven         | Lech Piasecki         |
| 2      | 2. juli  | Vestberlin                       | 40,5 km (TTT) | Carrera                | Lech Piasecki         |
| 3      | 4. juli  | Karlsruhe – Stuttgart            | 219 km        | Acacio da Silva        | Erich Mächler         |
| 4      | 5. juli  | Stuttgart – Pforzheim            | 79 km         | Herman Frison          | Erich Mächler         |
| 5      | 5. juli  | Pforzeim – Strasbourg            | 112,5 km      | Marc Sergeant          | Erich Mächler         |
| 6      | 6. juli  | Strasbourg – Épinal              | 169 km        | Christophe Lavainne    | Erich Mächler         |
| 7      | 7. juli  | Épinal – Troyes                  | 211 km        | Manuel Jorge Domínguez | Erich Mächler         |
| 8      | 8. juli  | Troyes – Épinay-sous-Sénart      | 205,5 km      | Jean-Paul van Poppel   | Erich Mächler         |
| 9      | 9. juli  | Orléans – Renazé                 | 260 km        | Adri van der Poel      | Erich Mächler         |
| 10     | 10. juli | Saumur – Futuroscope             | 87,5 km (ITT) | Stephen Roche          | Charly Mottet         |
| 11     | 11. juli | Poitiers – Chaumeil              | 255 km        | Martial Gayant         | Martial Gayant        |
| 12     | 12. juli | Brive-la-Gaillarde – Bordeaux    | 228 km        | Davis Phinney          | Martial Gayant        |
| 13     | 13. juli | Bayonne – Pau                    | 219 km        | Erik Breukink          | Charly Mottet         |
| 14     | 14. juli | Pau – Luz Ardiden                | 166 km        | Dag Otto Lauritzen     | Charly Mottet         |
| 15     | 15. juli | Tarbes – Blagnac                 | 164 km        | Rolf Gölz              | Charly Mottet         |
| 16     | 16. juli | Blagnac – Millau                 | 216,5         | Régis Clère            | Charly Mottet         |
| 17     | 17. juli | Millau – Avignon                 | 239 km        | Jean-Paul van Poppel   | Charly Mottet         |
| 18     | 19. juli | Carpentras – Mont Ventoux        | 36,5 km (ITT) | Jean-François Bernard  | Jean-François Bernard |
| 19     | 20. juli | Valréas – Villard-de-Lans        | 185 km        | Pedro Delgado          | Stephen Roche         |
| 20     | 21. juli | Villard-de-Lans – L'Alpe d'Huez  | 201 km        | Federico Echave        | Pedro Delgado         |
| 21     | 22. juli | Le Bourg-d'Oisans – La Plagne    | 185,5 km      | Laurent Fignon         | Pedro Delgado         |
| 22     | 23. juli | La Plagne – Morzine              | 186 km        | Eduardo Chozas         | Pedro Delgado         |
| 23     | 24. juli | Saint-Julien-en-Genevois – Dijon | 224,5 km      | Regis Clere            | Pedro Delgado         |
| 24     | 25. juli | Dijon                            | 38 km (ITT)   | Jean-François Bernard  | Stephen Roche         |
| 25     | 26. juli | Créteil – Paris                  | 192 km        | Jeff Pierce            | Stephen Roche         |